# Monk in Copenhagen
Monk in Copenhagen ist ein posthum veröffentlichtes Album von Thelonious Monk. Die Aufnahmen, die im Rahmen der Europatournee des Monk-Quartetts im Kopenhagener Odd Fellow Palæet am 16. Mai 1961 entstanden waren, erschienen 1996 als Compact Disc bei Storyville Records.

## Hintergrund
Im Frühjahr 1961 tourte Thelonious Monk mit seinem Quartett, bestehend aus Charlie Rouse (Tenorsaxophon), dem Bassisten John Ore (der für Butch Warren in die Band gekommen war) und Frankie Dunlop am Schlagzeug. Die Gruppe trat in mehreren europäischen Städten auf, darunter im Concertgebouw, Amsterdam am 15. April, im Olympia in Paris am 18. April, im Teatro Lirico, Mailand am 21. April, im Casino, Bern am 10. Mai, in Stockholm am 16. Mai (Live in Stockholm 1961) und schließlich in Kopenhagen am 17. Mai 1961. Dieses Konzert wurde vom dänischen Rundfunk aufgezeichnet. Die Mitschnitte enthalten neun Kompositionen Monks und ein Klaviersolo Monks über den Standard „Body and Soul“.
In den folgenden Tagen folgten noch Auftritte des Monk-Quartetts im Concertgebouw, Amsterdam (20. Mai) und auf dem Deutschen Jazz Salon in West-Berlin am 22. Mai 1961. Die Mitschnitte aus Paris und Mailand erschienen bereits in den 1960er-Jahren bei Riverside Records, dem Label, bei dem Monk noch bis 1962 unter Vertrag war, auf den Alben Two Hours with Thelonious, In Italy und Monk in France.
Knapp drei Jahre später, am 5. März 1963 trat Monk erneut in der Kopenhagener Odd Fellow Konzerthalle auf; auch dieses Konzert wurde vom dänischen Rundfunk mitgeschnitten. Die Aufnahmen erschienen 2018 auf dem Album Mønk (Gearbox).

## Titelliste
- Thelonious Monk Quartet – Monk in Kopenhagen (Storyville – STCD 8283)[3]
  1. Jackie-ing, 9:28
  2. Crepuscule with Nellie, 2:18
  3. I Mean You, 8:59
  4. Rhythm-a-ning, 8:59
  5. Epistrophy, 1:09
  6. Body and Soul (John W. Green, Edward Heyman, Robert Sour), 4:55
  7. Well, You Needn’t, 11:11
  8. ’Round Midnight, 6:54
  9. Off Minor, 7:17
  10. Blue Monk, 13:35
- Sofern nicht anders vermerkt, stammen Kompositionen von Thelonious Monk.

## Rezeption
Steve Loewy verlieh dem Album in AllMusic vier Sterne und schrieb: „Der Vorteil einer Live-Aufnahme besteht darin, dass sich das Quartett entfalten kann, so dass die Soli weiter entwickelt sind und die einzelnen Tracks im Allgemeinen länger sind als Studio-Versionen derselben Titel. Die Gesamtaufnahmezeit ist ebenfalls großzügig, so dass diese Aufnahme zwar nicht besonders von anderen zu unterscheiden ist, aber dennoch ein gutes Beispiel für Monks Arbeit mit seinem üblichen Quartett darstellt. Der Tenorsaxophonist Charlie Rouse ist in guter Form, und der Bassist John Ore und der Schlagzeuger Frankie Dunlop unterstützen ihn stark.“ Monks Soloversion von „Body and Soul“ sei auf charakteristischer Weise attraktiv, schrullig und, obwohl kurz, wohl der Höhepunkt des Albums. Während diese Aufnahme kaum unverzichtbar sei, resümiert der Autor sei sie dennoch eine hervorragende Arbeit des Künstlers und eine solide Ergänzung zu seiner Diskografie.